# Kadosa Pál

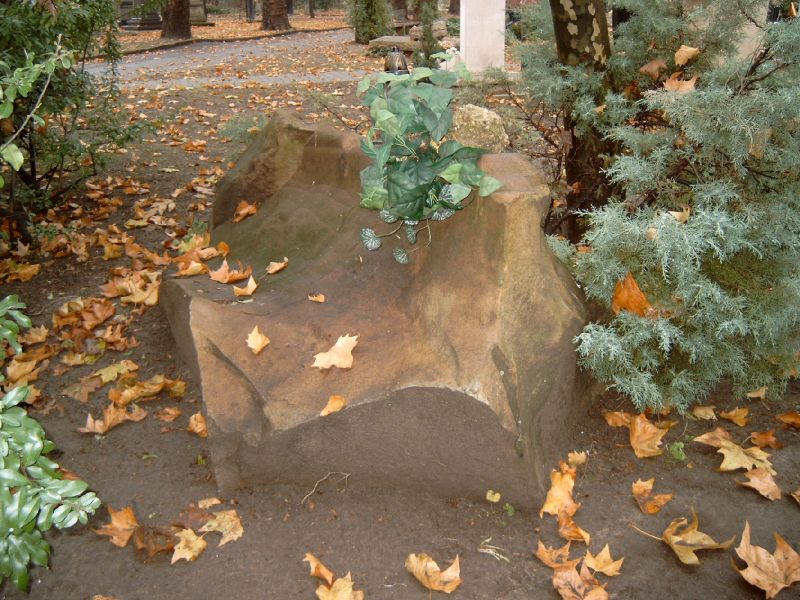
Kadosa Pál sírja Budapesten, a Kerepesi temetőben: 42/1-U-1.

Kadosa Pál (Léva, 1903. szeptember 6. – Budapest, 1983. március 30.) kétszeres Kossuth-díjas, érdemes és kiválló művész zeneszerző, zongoraművész, zenepedagógus. A magyar zenei közélet fontos szereplője és zenepedagógusként több világhírű művész tanára volt.

## Élete
Veisz Pál néven született. Apját korán elvesztette, ezért kisgyermekként nagyszüleinél élt Nagyszombatban, az elemi iskolát is ott végezte, és már zongorázni is tanult. 1918-ban, tizenöt éves korában Budapestre költözött édesanyjával, aki ismét férjhez ment. A fővárosban komolyabban kezdett foglalkozni a zongorával, előbb Pál Ilonánál tanult, majd 1921-ben, érettségije után felvételt nyert a Zeneakadémiára. A főiskolán Székely Arnoldnál és Keleti Lilinél tanult zongorázni, emellett Weiner Leótól kamarazenét, Kodály Zoltántól zeneszerzést tanult. Mindeközben festeni és rajzolni is tanult, és a kor képzőművészeti, irodalmi társaságaiban is megfordult. Baráti kapcsolatot ápolt például Berény Róberttel, Bortnyik Sándorral, Dési Huber Istvánnal, Sugár Andorral, Pátzay Pállal és Goldmann Györggyel. A főiskolán 1927-ben szerezte meg diplomáját.
Zongoraművészként – saját művein kívül – kiemelkedően fontos feladatának tartotta a kortárs zene bemutatását. Zongorajátéka erősen emlékeztetett Bartókéra, előadásmódjára a telt hangzás és a lüktető ritmika volt a jellemző.
Egész életében a magyar zenei közélet fontos szereplőjeként tevékenykedett. Alapítója volt az 1928-ban létrejött Modern Magyar Muzsikusok zenei csoportosulásnak, amely később beleolvadt az újjászervezett, és az Internationale Gesellschaft für Neue Musik tagszervezeteként működő Új Magyar Zene Egyesületbe. 1932-től az Új Magyar Zeneegyesület meghatározó alakja is volt. 1945 után négy évig volt Művelődési Tanács elnökhelyettese, elnökségi tagja, több ízben ügyvezető elnöke volt a Magyar Zeneművészek Szövetségének. Elnöke volt a Szerzői Jogvédő Hivatal és a nemzetközi szerzői jogi testület zenei bizottságának is. A Londoni Royal Academy of Music tiszteletbeli tagjává, a Deutsche Akademia der Künstel pedig tagjává választotta.

## Tanári munkája
Jelentős zongorapedagógus volt. Végzés után, 1927-től 1943-ig a Fodor Zeneiskolában tanított, ahonnan a fasizmus előretörése, illetve a második zsidótörvény és a harmadik zsidótörvény miatt kellett távoznia. 1943–44-ben a Goldmark Zeneiskolában oktatott, de a munkaszolgálat majdnem teljesen félbeszakította pályafutását. A Zeneakadémián 1945-től haláláig tanított, illetve volt a zongora tanszak vezetője. Az ő tanítványaként ért el a világhírig Jandó Jenő, Kocsis Zoltán, Kurtág György, Ránki Dezső, Schiff András és Kiss Gyula.

## Zeneszerző

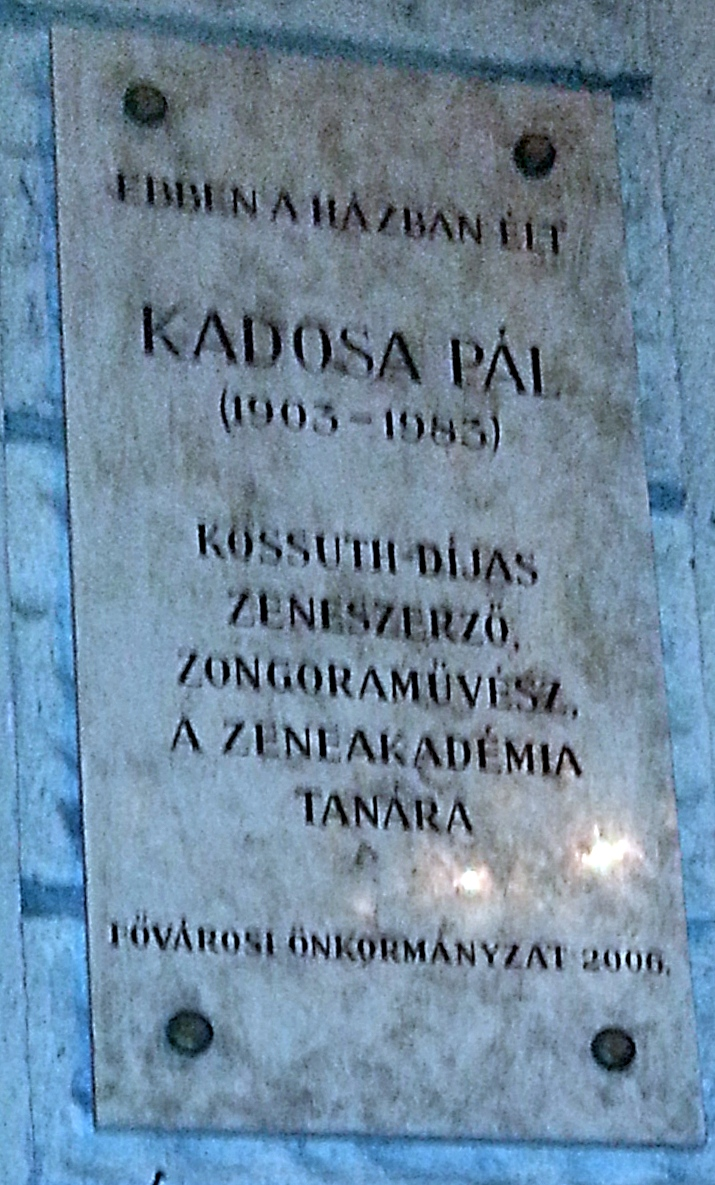
Emléktáblája:
Március 15. tér 8.

Zeneszerzői stílusát is elsősorban Bartók és Kodály határozta meg, de sok szempontból volt rá nagy hatással a korai avantgárd és a német neoklasszicizmus is. Művei között a klasszikus zenei repertoár minden formája megtalálható, egyaránt komponált zenekari műveket, nyolc szimfóniát és egy kamaraszimfóniát, négy zongora-, két hegedűversenyt és más versenyműveket, operát (Huszti kaland), kamaraműveket, zongoradarabokat, de írt kórusműveket és dalokat is.
Zongoraművészként és zeneszerzőként 1923-ban lépett először a nyilvánosság elé, I. zongoraszvitjével. Első önálló szerzői estjét 1933. május 2-án tartotta. Ugyanebben az évben aratta első nemzetközi sikerét is, Amszterdamban játszotta I. zongoraversenyét. Ezt követően sorra mutatta be kompozícióit itthon, Európában és az Egyesült Államokban: II. zongoraszonátáját a pyrmonti és a casseli fesztiválon, I. divertimentóját Velencében, II. vonósnégyesét New Yorkban adta elő. Műveinek kiadója az egyik legnevesebb európai zeneműkiadó, a mainzi Schott volt.

## Művei
- Opera: Huszti kaland. Jókai Mór novellája nyomán, Szabolcsi Bence szövegére, 1950 (bemutató: Operaház, 1951)
- Szimfóniák: nyolc szimfónia (op. 33, 1942; op. 39, 1948; op. 50, 1955; op. 53, 1959; op. 55, 1961; op. 62, 1966; op. 64, 1967; op. 66, 1968); Kamaraszimfónia (op. 10, 1929)
- Versenyművek: négy zongoraverseny (op. 15,1931; op. 47, 1953; op. 63, 1966); két hegedűverseny; Brácsaverseny; Versenymű vonósnégyesre és kiszenekarra; két versenymű hegedűre, brácsára, zenekarra
- Egyéb zenekari művek: Goriot apó, Modri sziklák (rádió-hangjátékok kísérőzenéje); Győztesek (dráma kísérőzenéje, 1951); Becsület és dicsőség (film kísérőzene, rendező: Gertler Viktor, író: Örkény István, 1951) Zenekari darab; Gyászóda (1945); Március nyitány; Mezei csokor; Concertino; Szimfonietta; Sérénáde; két divertimentó
- Kamarazene: Szólóhegedű-szonáta; Hegedű-zongoraszonáta; Vonóstrió; Fúvósötös; Zongoratrió; három vonósnégyes (op. 22, 1935; op. 25, 1936; op. 52, 1957); négy zongoraszonáta
- Vokális művek: Irren ist Staatlich – „Lehrstück” szólóhang(ok)ra, kórusra és zenekarra, op. 17, 1931), kantáták, kórusművek, tömegdalok, dalok

## Könyvei, tanulmányai
- Beethoven és Magyarország. Új Zenei Szemle, 1952
- Beszámoló a német zenei plénumról. Új Zenei Szemle, 1952
- Emlékezés Bartókra. Új Zenei Szemle, 1955
- Így láttuk Kodályt. Harmincöt emlékezés; szerk. Bónis Ferenc; Zeneműkiadó, Budapest, 1979

## Díjai
- Kossuth-díj (1950, 1975)
- Érdemes művész (1953)
- Erkel Ferenc-díj (1955, 1962)
- Kiváló művész (1963)

## Emlékezete
A Csemadok OT és a Szlovákiai Magyar Zenebarátok Társasága 1993-tól amatőr zongoristáknak kétévenként zongoraversenyt rendez Léván Kadosa Pál Zongoraverseny címen.